# Jean Ier d'Harcourt
Pour les articles homonymes, voir Jean Ier.
Jean Ier d'Harcourt, dit le Prud'Homme, (né en 1198, mort le 5 novembre 1288), chevalier, fut vicomte de Saint-Sauveur, baron d'Elbeuf, seigneur d'Harcourt, de La Saussaye, de Brionne, de Lillebonne, de Néhou, d'Angoville, du Teilleman.

## Biographie
Jean Ier d'Harcourt dit le Prud'Homme, né en 1198 et mort le 5 novembre 1288 est le fils aîné de Richard d'Harcourt et de son épouse Mathilde Tesson.
Il accompagne le roi Louis IX (saint Louis) à la septième croisade en 1248 puis il participe encore, avec son fils Jean II d'Harcourt, à la 8e croisade en 1269 alors qu'il est âgé de plus de 70 ans.
Il fonde, en 1257, le prieuré de Notre-Dame du Parc, près de son château d'Harcourt pour les Augustins, dans lequel il a été inhumé.

## Descendance
Il avait épousé avant 1240 Alix de Beaumont, fille de Jean de Beaumont, seigneur de Villemomble, chambellan du roi Saint Louis, et d'Alix de Mauvoisin. Elle mourut le 4 octobre 1275. Ils eurent pour descendance :
- Philippe d'Harcourt, mentionné dans le jugement rendu en 1283 en faveur du roi Philippe le Hardi contre Charles de France, roi de Sicile, sans postérité ;
- Richard d'Harcourt († 1269), seigneur de Boissey-le-Châtel, sans postérité ;
- Jean II d'Harcourt, baron d'Harcourt, vicomte de Châtellerault et de Saint-Sauveur, maréchal de France ;
- Robert d'Harcourt († 1315), baron de Saint-Sauveur, conseiller de Philippe III le Hardi et de Philippe IV le Bel, cofondateur du collège d'Harcourt, ambassadeur à Rome en 1288, évêque de Coutances (1291) ;
- Guillaume d'Harcourt († 1327), baron d'Elbeuf et de la Saussaye, conseiller du roi, grand maître d'hôtel et grand-queux de France, fondateur en 1317 de la collégiale Saint-Louis de La Saussaye[3] ;
- Raoul d'Harcourt († 1307), chanoine de Paris (1305), conseiller de Philippe IV le Bel, aumônier de Charles de Valois, fondateur du collège d'Harcourt à Paris (actuel Lycée Saint-Louis) ;
- Guy de Harcourt, évêque et comte de Lisieux (1303), fondateur du collège de Lisieux à Paris (1336) ;
- Alix d'Harcourt, épouse Jean, baron de Ferrières ;
- Luce d'Harcourt, épouse Jean, seigneur de Hotot-en-Caux ;
- Isabeau d'Harcourt († 1340), épouse Jean, seigneur de Saint-Martin-le-Gaillard ;
- Blanche d'Harcourt, épouse Pierre de Bailleul ;
- Agnès d'Harcourt, abbesse de Longchamp de 1263 à 1279, auteur d'une Vie d'Isabelle de France, sœur de Saint Louis ;
- Jeanne d'Harcourt, abbesse de Longchamp en 1312.